# Orkanen Ernesto
Orkanen Ernesto var den första orkanen och den femte namngivna stormen i den Atlantiska orkansäsongen 2006. 
Ernesto drabbade först den norra delen av Västindien, nådde nära Haiti för en kort tid orkanstyrka innan den försvagades och som en tropisk storm rörde sig över östra Kuba. Trots att de första förutsägelserna angav att den skulle passerara den östra delen av Mexikanska golfen som en större orkan, så rörde sig Ernesto genom östra Florida som en svag tropisk storm. Efter att ha svängt mot nordöst, ökade den i styrka och drog vid North Carolinas kust in över land den 31 augusti, precis under orkanstyrka.
Minst åtta dödsfall har kopplats till orkanen, som gav ifrån sig kraftigt regnfall, speciellt i Mid-Atlantic. Skador i Virginia uppskattades till 118 miljoner dollar, och den sammanlagda kostnaden uppskattades till 500 miljoner dollar.

## Stormhistoria

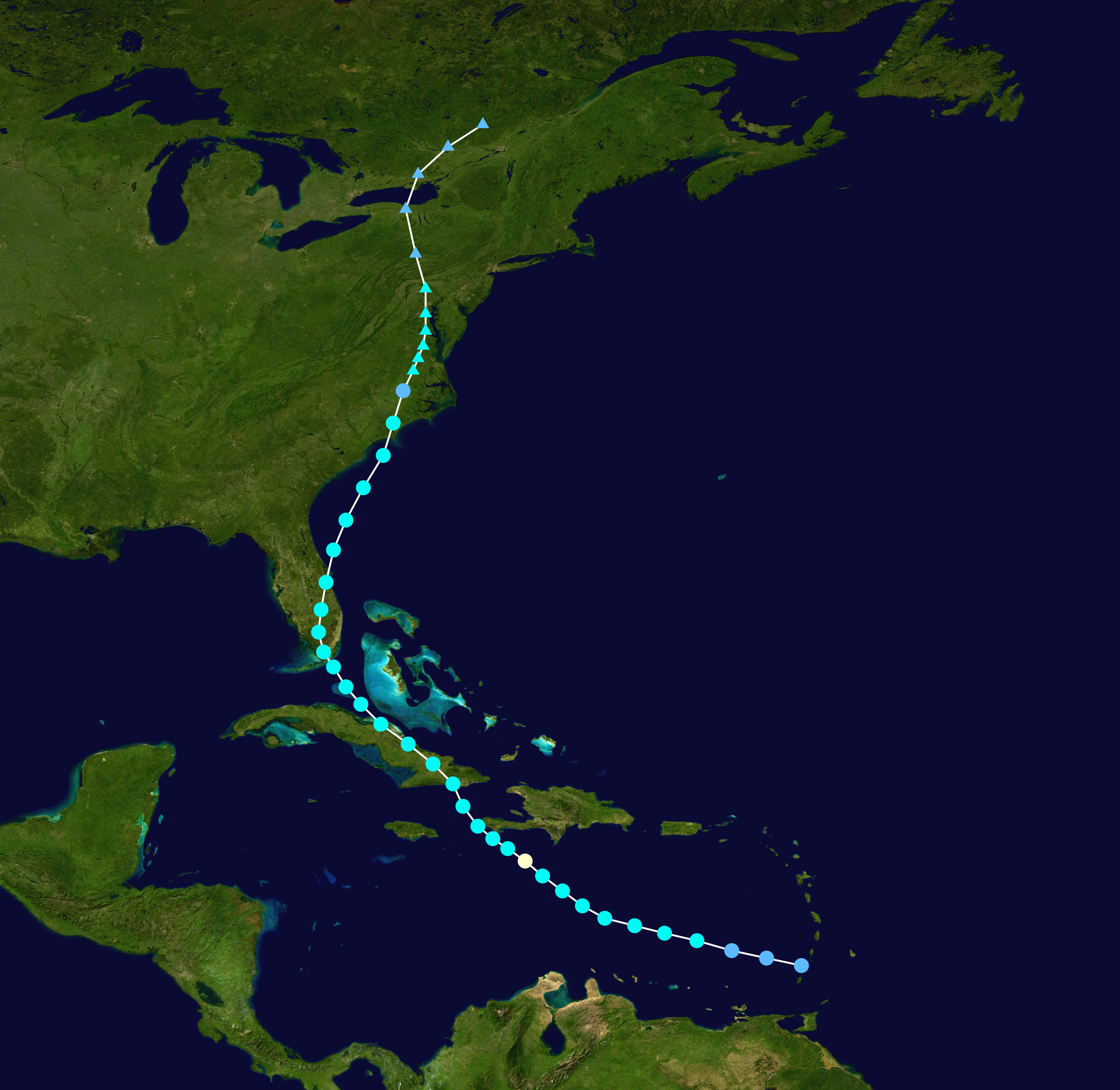
Ernestos bana

Den tropiska stormen Ernesto bildades den 25 augusti ur en tropisk våg som dragit ut från Afrika den 18 augusti. Ernesto blev uppgraderad till en orkan den 27 augusti 2006 strax söder om Haiti. Först förutspåddes en hastig förvärring av orkanen, men istället avtog den till en tropisk storm redan på eftermiddagen den 27 september. Den 28 augusti nådde stormen Kuba, vid Guantanamo Bay, med vindhastigheter på cirka 75 km/h (20 m/s). 
Den 29 augusti lämnade stormen Kuba och drog med vindhastigheter på cirka 75 km/h vidare mot södra Florida. Den 30 augusti drog ovädret över södra Florida och sedan vidare ut i Atlanten, där det förstärktes och vindhastigheten ökade till 95 km/h (26 m/s). Den 31 augusti drog stormen in över North Carolina med en vindhastighet på 112 km/h (31 m/s), men försvagades över land och förlorade sin status som tropisk storm den 1 september. Resterna i form av ett lågtryckscentrum med tillhörande regnfronter drog vidare norrut i inlandet.